# Хаджи-Мурат — Белый Дьявол
«Хаджи-Мурат — Белый Дьявол» (итал. Agi Murad, il diavolo bianco) — итальянский фильм 1959 года режиссёра Риккардо Фреда по мотивам повести Льва Толстого «Хаджи-Мурат».

## Сюжет
Середина XIX века. Российская империя ведёт войну на Кавказе. Во главе отрядов горцев стоит вождь Хаджи-Мурат, называемый также «белым дьяволом». Царь Николай I решает заключить с ним мир. С этими полномочиями он отправляет на Кавказ княгиню Марию, чей муж возглавляет российские войска. Ахмед-Хан, соперник Хаджи-Мурата за любовь прекрасной Салтанет, предаёт Хаджи Мурата, и он попадает в плен к князю Воронцову. Княгиня Мария влюбляется в Хаджи-Мурата, помогает ему бежать из плена, и Хаджи Мурат в битве с Ахмед-Ханом спасает Салтанет.

## В ролях
- Стив Ривз — Хаджи Мурат
- Джорджия Молл — Султанет
- Сцилла Габель — княгиня Мария Воронцова
- Жерар Хертер — князь Сергей Воронцов
- Миливое Живанович — царь Николай I
- Ренато Бальдини — Ахмед-Хан
- Никола Попович — Шамиль
- Йован Геч — Аслан Бей
- Миливойе Попович-Мавид — Эльдар

## Критика
С пылкостью и щёгольством Риккардо Фреда представляет нам впечатляющий фильм с аккуратной операторской работой, острым чувством действия, широким и романтическим желанием.Оригинальный текст (фр.)Avec fougue et panache, Riccardo Freda nous livre un film spectaculaire avec une photo soignée, un sens aigu de l'action, ample et romanesque à souhait. — Daniel Collin — Guide des Films, éditions Robert Laffont, 1990

Экранизировано ещё одно произведение Льва Толстого. Этот широкоэкранный цветной фильм, поставленный Риккардо Фредом, называется «Белый дьявол Хаджи — Мурат». Основное внимание авторы сосредоточили на любовной ситуации, введённой ими в экранизацию этой повести. В заглавной роли — Стив Ривз (исполнитель роли Геркулеса в ряде фильмов). Название фильма, как отмечают некоторые зарубежные критики, вполне соответствует его мелодраматическому содержанию, с упором на погони и прочую «кавказскую экзотику».— Искусство кино, 1960
В прокате США фильм шёл под названием «Белый Воин» («White Warrior»), и имел огромный успех из-за исполнителя главной роли Стива Ривза.